# Референдум щодо незалежності Каталонії (2017)

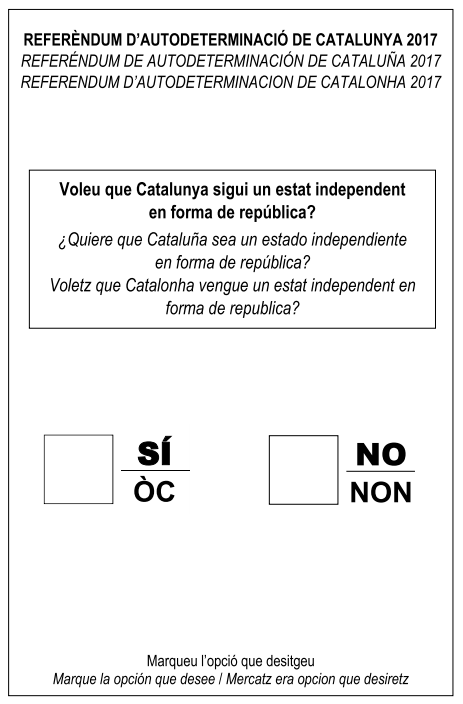
Бюлетень референдуму

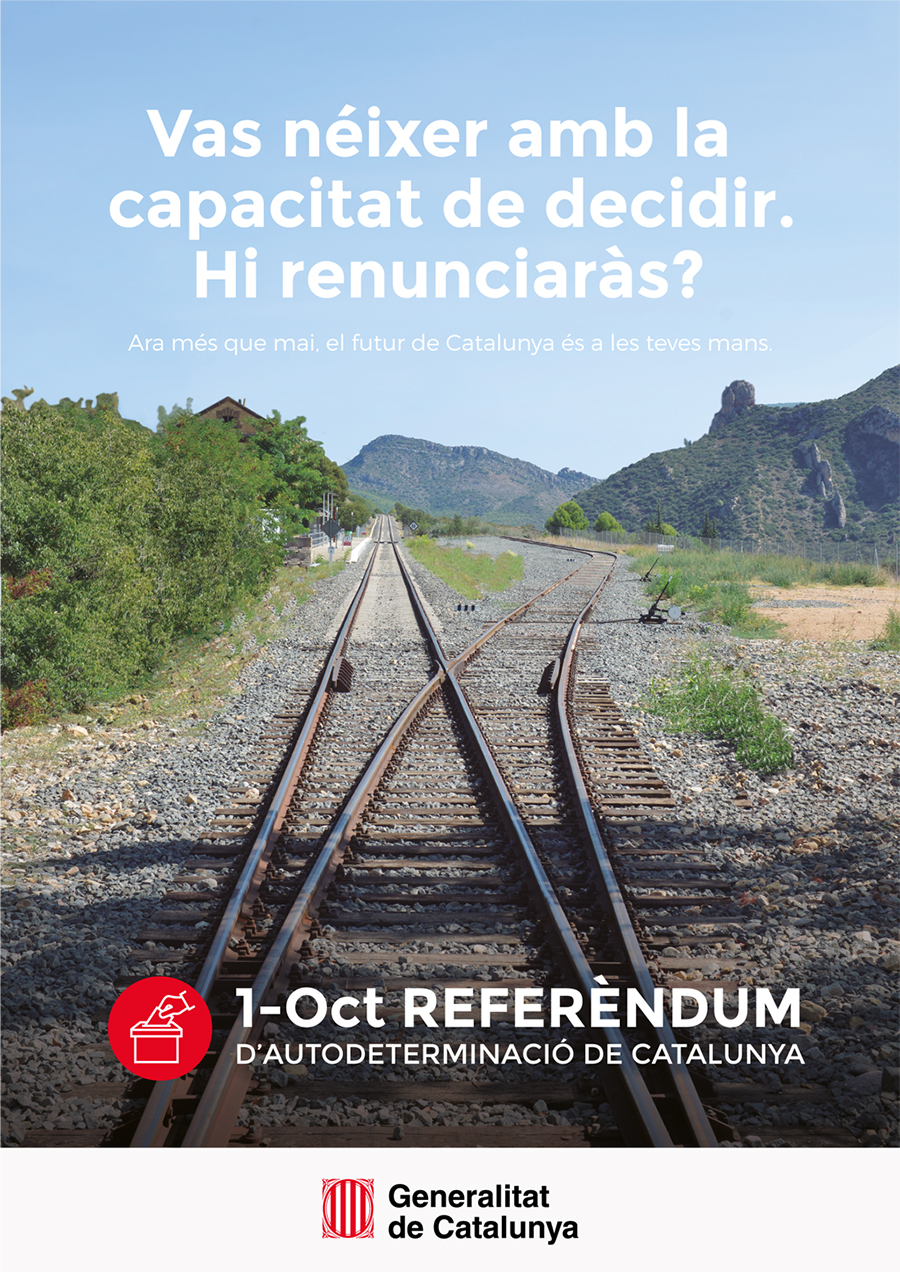
Рекламний плакат референдуму

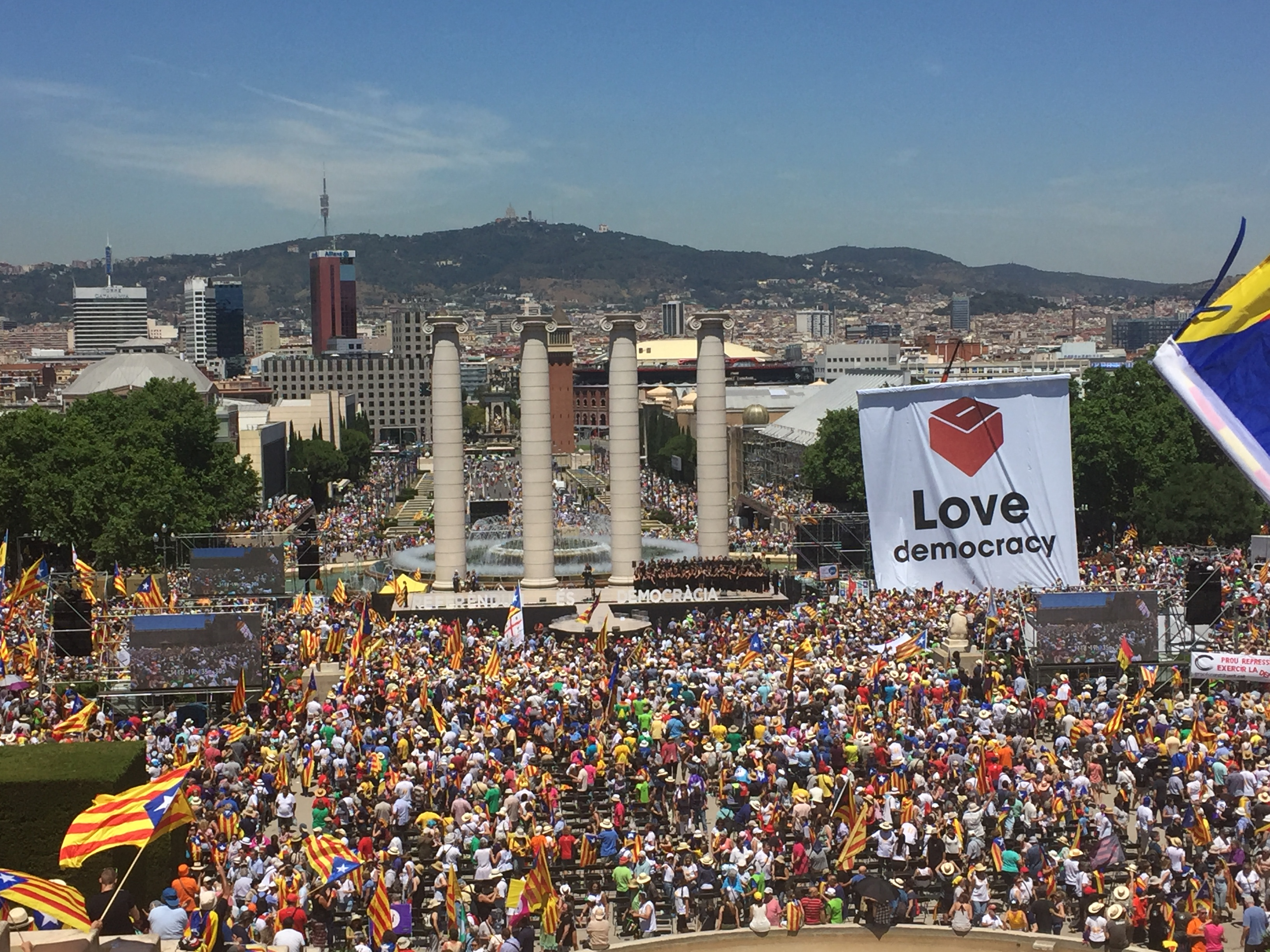
Мітинг на підтримку незалежності Каталонії. 11 вересня 2017 року

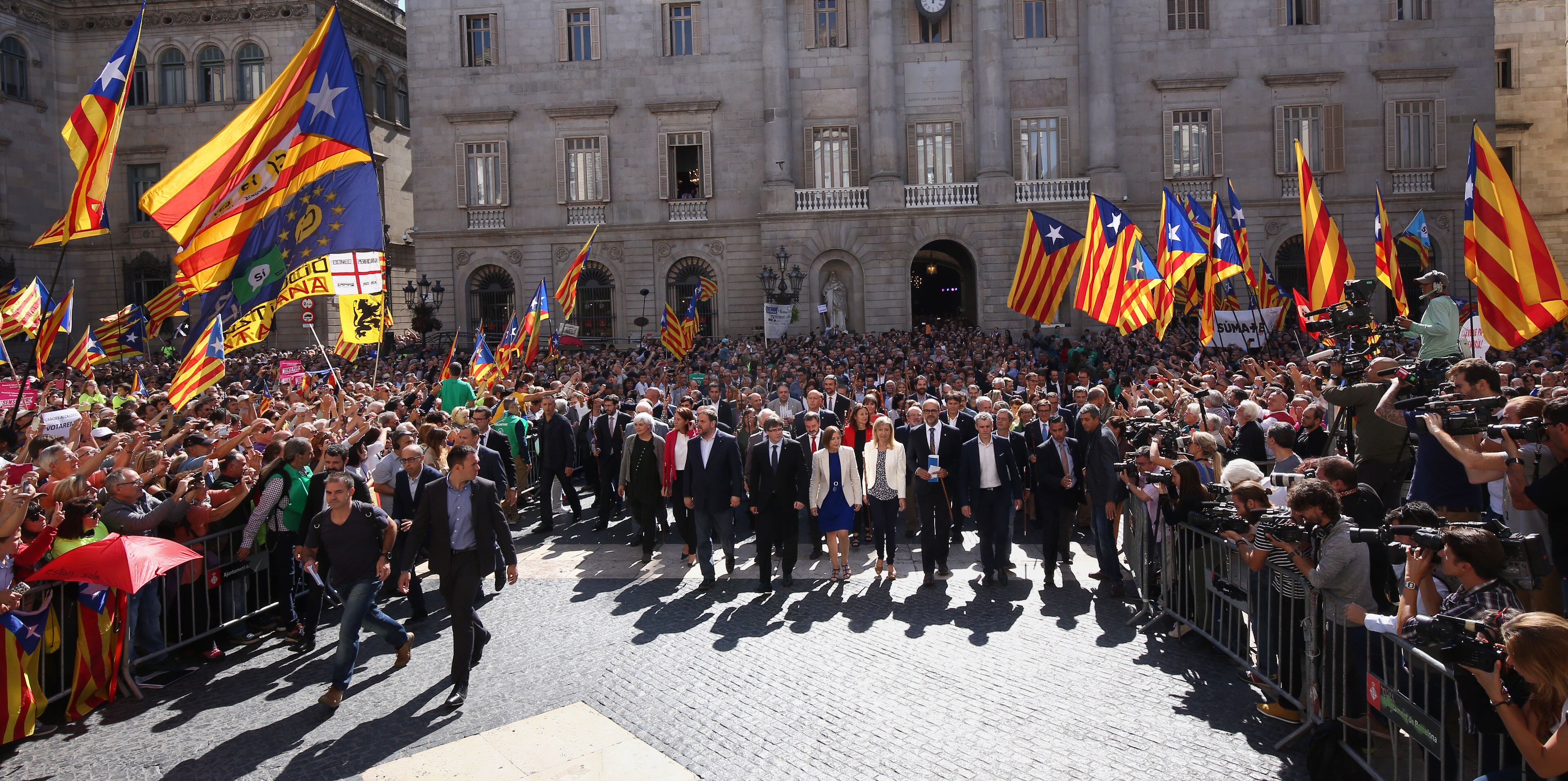

Рефере́ндум що́до незале́жності Автоно́мної о́бласті Катало́нія — нелегітимний референдум, що був оголошений 9 червня 2017 року і призначений на 1 жовтня 2017 року, на який виносилось питання щодо утворення незалежної від Іспанії Каталонії.
На референдум буде винесено наступне питання: «Чи хочете ви, щоб Каталонія була незалежною державою у формі республіки?».
Офіційна іспанська влада не визнає референдум, через що проведення референдуму заблокував Конституційний суд Іспанії. Натомість 11 вересня в Барселоні пройшов мітинг на його підтримку.

## Історія

### Підготовка
Про референдум було оголошено у червні 2017 року, а 6 вересня 2017 року його було схвалено на засіданні Каталонського парламенту (голосування за закон про референдум було свідомо призначене на найпізніший можливий термін, щоби процес не загруз у судовій тяганині). Після 11 годин дебатів у Каталонському парламенті, всі опозиційні партії покинули сесійну залу, залишивши на знак протесту на своїх кріслах прапори королівства й каталонської автономії.
Виняток становила афілійована з партією «Подемос» (у перекладі — «Ми можемо») ліва фракція «Catalunya Sí que es Pot» (укр. «Так, Каталонія може») — єдина, що розкололася щодо цього питання, члени якої вирішили утриматися від голосування. Референдум є незаконним відповідно до Конституції Іспанії. За винятком «Подемос», основні опозиційні партії Каталонії закликали своїх виборців не брати участі у референдумі. Референдум був негайно призупинений Конституційним судом Іспанії 7 вересня 2017 року, тоді як уряд Каталонії заявив, що рішення суду не є дійсним для Каталонії та продовжив підготовку до референдуму. Це призвело до конституційної кризи в Іспанії.
Уряд Іспанії виступає проти будь-якого каталонського референдуму щодо самовизначення, стверджуючи, що Конституція Іспанії не дозволяє провести голосування з питання про незалежність будь-якого іспанського регіону, а також вважаючи його незаконним. З іншого боку, уряд Каталонії називає референдум правом на самовизначення. Проте Рада Європи, після консультації з президентом Каталонського уряду Карлесом Пучдемонтом, заявила, що будь-який референдум повинен бути здійснений «у повній відповідності до конституції». Внаслідок цього каталонський уряд не отримав жодної міжнародної підтримки.
Після перевірки конституційності, яку вимагав іспанський уряд, Конституційний суд Іспанії скасував резолюцію, винесену Парламентом Каталонії, про проведення такого голосування. Однак уряд Каталонії заявив, що голосування все ж буде проведено, у зв'язку з цим 9 червня 2017 року Пучдемонт оголосив дату референдуму — 1 жовтня.
Каталонський уряд для виконання юридичних норм провів закон про референдум через свій власний парламент простою більшістю голосів у вересні 2017 року, заявивши, що після цього він буде діяти згідно з каталонськими законами про референдум. Заступник прем'єр-міністра Іспанії Сорайя Саенс де Сантамарія заздалегідь повідомила Каталонському уряду про те, що держава скасує закон про референдум відразу після його прийняття.
Для протидії проведенню референдуму іспанський уряд перекинув у Каталонію тисячі додаткових поліцейських та гвардійців. 20 вересня 2017 року Цивільна гвардія зайшла в будівлю каталонського уряду й заарештувала 14 чоловік із команди віцепрезидента, які займаються підготовкою референдуму. Окрім того силовики закривали друкарні, що випускали агітацію до референдуму та конфісковували готову продукцію. Це викликало протести в Каталонії та інших регіонах Іспанії, зокрема в Країні Басків.
За повідомленнями ЗМІ:
- 24 вересня 2017 влада Іспанії призначила нового начальника місцевої поліції Каталонії з метою недопущення референдуму про незалежність.[13]
- деякі каталонські поліціянти відмовлялися виконувати накази Мадрида, тому влада Іспанії направила до Каталонії поліцейські загони для виконання наказу про заборону голосування.[14]

## Результати
За даними влади регіону, незалежність Каталонії підтримали не менше 90 % його учасників. Явка, за даними каталонської влади, становила 42,3 %. Варто зазначити, що це далеко не перший подібний референдум в Каталонії і зазвичай його відвідують саме прихильники незалежності, а супротивники — бойкотують. Під час проведення референдуму мали місце жорстокі дії іспанської поліції щодо учасників референдуму, зокрема, одному з учасників протесту гумова куля потрапила в око. У результаті референдуму 26 жовтня Пучдемон закликав парламент Каталонії ухвалити рішення щодо незалежності, та наступного дня — 27 жовтня 2017 року — Каталонія оголосила про свою незалежність від Іспанії.

## Реакція

### Реакція всередині Іспанії
Іспанський король Феліпе VI звернувся до народу Іспанії у промові на національному телебаченні. Він звинуватив владу Каталонії у відсутності лояльності до центральної влади і порушенні демократичних принципів. Король зазначив, що нелегітимний референдум було спрямовано проти іспанської єдності та суверенітету. Він назвав це спробою місцевої влади незаконним шляхом проголосити незалежність.
Монарх закликав уряд вжити термінових заходів, щоб уникнути незаконного проголошення незалежності регіону. Не виключають можливість безпрецедентної реалізації 155-ї статті Конституції, яка дає можливість позбавити автономію відповідного статусу з подальшим застосуванням в регіоні загальнонаціональних законів.
На пресконференції, яка відбулася 2 жовтня 2017 року, прем'єр-міністр Іспанії Маріано Рахой заявив, що референдум про незалежність Каталонії вважається не дійсним, оскільки його не передбачено законом. Рахой також подякував силовикам за виконання службового обов'язку та лідерам країн, які засудили проведення референдуму та підтримали центральну владу Іспанії.

Іспанська суспільно-політична газета «El Pais» заявила, що ініціаторами просунення незаконного референдуму в Каталонії є підконтрольні РФ ЗМІ та російські боти. Також, журналісти видання стверджують, що до розповсюдження сепаратизму в Каталонії причетні Джуліан Ассандж та Едвард Сноуден. Достатньо різко проти політики Іспанії виступили російські агенції новин «RT» та «Sputnik».
По завершенню таємних кампаній, спрямованих на підтримку Brexit, Марін Ле Пен або ультраправих сил Німеччини, у Кремлі побачили в процесі каталонської незалежності чергову можливість, щоб поглибити кризу в європейських країнах та посилити свій міжнародний вплив, використовуючи сайти, які публікують інформацію виключно на користь референдуму.

#### Реакція України
Україна вважає нелегітимним проведений каталонською владою 1 жовтня 2017 року референдум, який був заборонений Конституційним судом Іспанії через його невідповідність Конституції держави.

#### Реакція ЄС
4 жовтня на засіданні Європарламенту перший віцепрезидент Єврокомісії Франс Тіммерманс заявив, що «пропорційне застосування сили» іспанським урядом у Каталонії було необхідним для забезпечення верховенства права.

#### Реакція РФ
Напередодні референдуму прессекретар МЗС Росії Марія Захарова заявила, що вони вважають референдум незаконним, і незалежно від його результатів Росія буде ставитися до Іспанії як єдиної держави.
2 жовтня прессекретар президента Росії Дмитро Пєсков заявив, що вони вважають у Каталонії внутрішньою справою Іспанії. На прохання журналістів прокоментувати дії іспанських правоохоронців він заявив, що «ми вважаємо неприйнятним, коли хтось оцінює методи роботи правоохоронних органів Російської Федерації».